# 베헨산
베헨산(영어: behenic acid) 또는 도코산산(영어: docosanoic acid)은 카복실산이며, 화학식이 C21H43COOH 인 22개의 탄소로 구성된 포화 지방산이다. 베헨산은 흰색의 결정 또는 분말이며 녹는점은 80°C, 끓는점은 306°C이다.

## 공급원

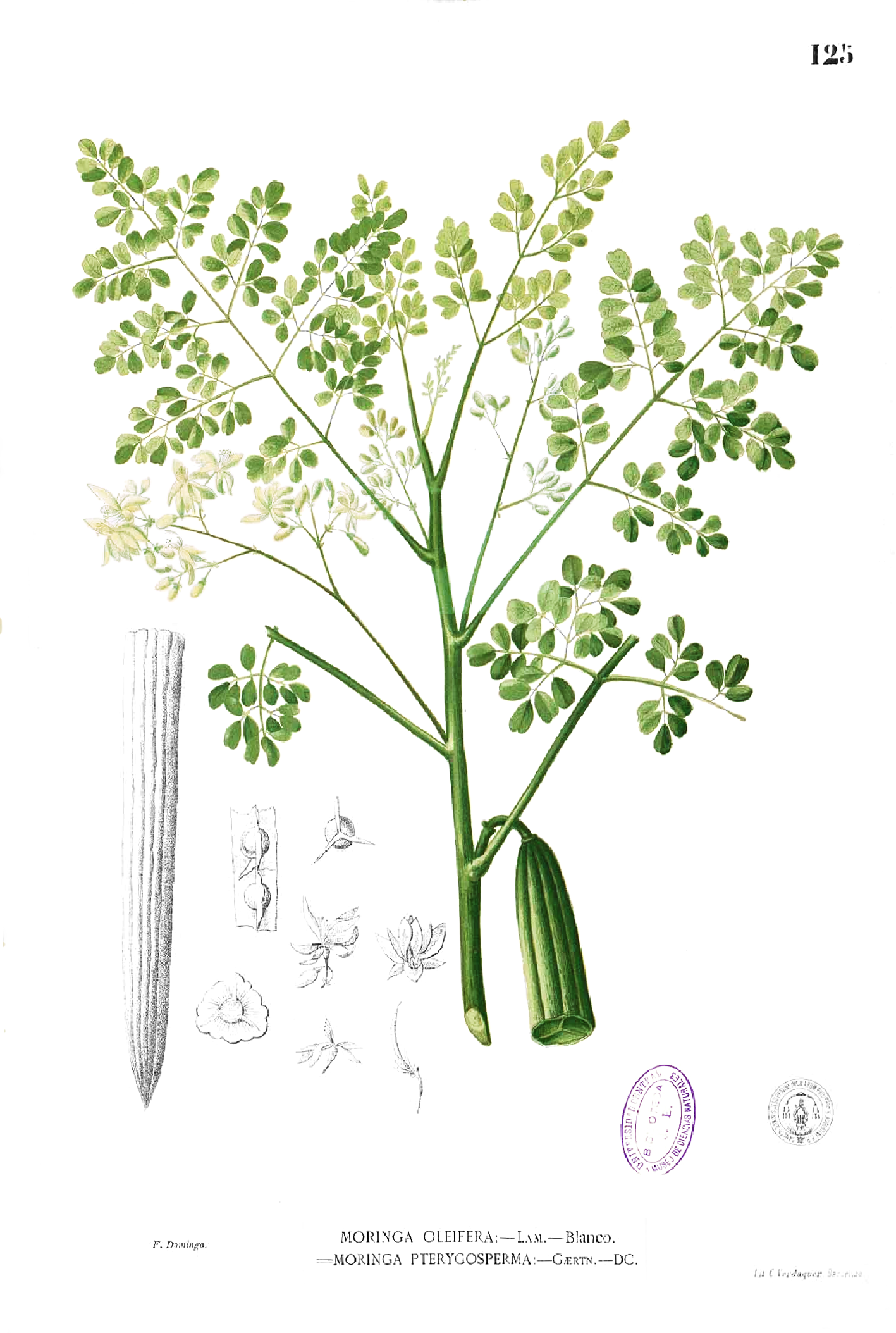
베헨산은 벤오일 나무 Moringa oleifera에서 유래한다.

베헨산은 벤오일 나무(Moringa oleifera)의 씨앗에서 추출한 벤오일(또는 베헨오일)의 주성분이다. 베헨산이란 이름은 벤오일 나무의 뿌리가 수확되었을 때가 페르시아 달력으로 11월이어서 페르시아어로 11월을 의미하는 "Bahman"에서 유래되었다.
베헨산은 또한 유채기름(카놀라유), 땅콩기름, 땅콩껍질을 포함하는 일부 기름과 기름을 함유한 식물에도 존재한다. 땅콩껍질 1톤에는 5.9 kg의 베헨산이 포함되어 있는 것으로 추산된다.

## 특성
식용유로서 베헨산은 잘 흡수되지 않는다. 베헨산은 올레산과 비교했을 때 낮은 생체 이용률에도 불구하고, 인체에서 콜레스테롤을 높이는 포화 지방산이다.

## 용도
상업적으로 베헨산은 린스 및 보습제에서 매끈하게 하는 특성을 부여하기 위해 종종 사용된다. 또한 윤활유 및 페인트 제거제의 용매 증발 억제제로도 사용된다. 베헨산의 아마이드는 세제, 바닥 광택제, 흘러 내리지 않는 양초에 거품 방지제로 사용된다. 베헨산이 환원되면 베헤닐 알코올을 생성한다.
프라칵시 오일(pracaxi oil) (Pentaclethra macroloba의 씨앗에서 유래)은 베헨산의 농도가 가장 높은 천연 제품으로 헤어 컨디셔너에 사용된다.

## 같이 보기
- 베헤닐 알코올
- 글리세릴 베헤네이트
- 실버 베헤네이트